# Chippewa County, Minnesota
Chippewa County är ett administrativt område i delstaten Minnesota i USA, med 12 441 invånare. Den administrativa huvudorten (county seat) är Montevideo.

## Politik
Chippewa County har röstat för demokraternas kandidat i de flesta presidentvalen sedan 1930-talet. I valet 2016 vann emellertid republikanernas kandidat med siffrorna 60,5 procent mot 31,8 för demokraternas kandidat. Detta var den största segern för en republikansk presidentkandidat i området sedan valet 1928.

## Geografi
Enligt United States Census Bureau så har countyt en total area på 1 522 km². 1 509 km² av den arean är land och 13 km² är vatten.  

### Angränsande countyn
- Swift County - nord
- Kandiyohi County - nordost
- Renville County - sydost
- Yellow Medicine County - sydväst
- Lac qui Parle County - väst